# 마누엘 카푸마나
마누엘 루이스 다 시우바 카푸마나(포르투갈어: Manuel Luís da Silva Cafumana, 1999년 3월 6일 ~ )는 흔히 쇼(포르투갈어: Show)라는 이름으로 알려져 있는 앙골라의 축구 선수로 현재 미국 메이저 리그 사커의 FC 댈러스에서 미드필더이자 임대 선수로 활동 중이며 앙골라 국가대표팀의 일원으로도 활약하고 있다.

## 구단 경력

### 릴
2019년 7월 16일, 그는 프랑스의 릴에 5년간 입단했다. 그는 유럽 축구에 적응하기 위해 B-SAD로 한 시즌을 직접 임대했다. 그는 이 시즌 동안 26경기에 출전한다.
그 다음 시즌, 쇼는 다시 포르투갈의 보아비스타로 임대되었다.

### 루도고레츠 라즈그라드
2021년 8월, 쇼는 불가리아의 루도고레츠 라즈그라드에 입단했다.

### 마카비 하이파
2023년 8월, 그는 이스라엘의 마카비 하이파와 계약을 맺었다.

## 국가대표팀 경력
2017년 6월 25일, 쇼는 1-0으로 이긴 모리셔스와의 COSAFA컵 경기에서 앙골라 국가대표팀으로 합류해 첫 출전했다. 쇼는 이집트에서 열리는 2019년 아프리카 네이션스컵에서 첫 번째 국제 대회에 출전한다. 2023년 12월, 그는 페드루 곤살베스에 의해 2023년 아프리카 네이션스컵에 출전할 27명의 앙골라 선수들의 명단에서 선발되었다.